# أكرم طوزلو
أكرم طوزلو (بالتركمانية: Ekrem Tuzlu) هو مطرب ومغن عراقي تركماني، ولد في طوزخورماتو سنة 1933.
شهد مجزرة كركوك سنة 1959، وكانت له مواقف سياسية سجن بسببها، منها حكم محكمة الثورة عليه بالحبس المؤبد.